# Qatar World Trade Centre
 (mars 2013).
Le Qatar World Trade Centre est un gratte-ciel qui aurait dû être construit au Qatar. Il devrait être terminé vers 2009 et mesurer 200 mètres de hauteur pour 73 étages.